# Metasia rosealis
Metasia rosealis is een vlinder uit de familie van de grasmotten (Crambidae), uit de onderfamilie van de Spilomelinae. De wetenschappelijke naam van deze soort is voor het eerst voorgesteld door Émile Louis Ragonot in een publicatie uit 1895.
De soort komt voor in Italië, Kroatië, Bulgarije, Griekenland, Turkije, Cyprus, Syrië, Libanon en Israël.